# Frankenmarkt
Frankenmarkt est une commune autrichienne du district de Vöcklabruck en Haute-Autriche.

## Histoire

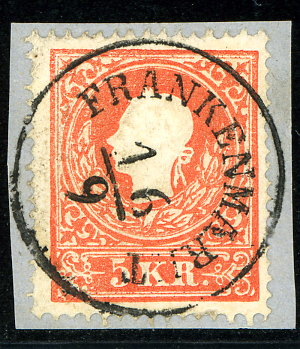
Timbre de l'émission de 1859